# Papilon
Papilon – miejscowość (plaats) i strefa (zone) w regionie Santa Cruz w środkowej części kraju autonomicznego Aruba, należącego do Holandii, w Ameryce Południowej. 1 stycznia 2020 r. liczyła 3374 mieszkańców.  

## Podział administracyjny
W skład strefy wchodzi jedna miejscowość:
- Papilon

## Demografia
Strefa liczy 3374 mieszkańców (1 stycznia 2020).
| Kobiety | Mężczyźni |
| ------- | --------- |
| 1612    | 1762      |